# Facteur de risque
 (décembre 2022).
 (janvier 2011).
Si vous disposez d'ouvrages ou d'articles de référence ou si vous connaissez des sites web de qualité traitant du thème abordé ici, merci de compléter l'article en donnant les références utiles à sa vérifiabilité et en les liant à la section « Notes et références ».
Un facteur de risque est une source de risque qui indique un certain degré de causalité, supérieur à une simple corrélation, avec un risque.

## Terminologie
Un facteur de risque doit en principe être contrôlable, c'est-à-dire que l'on peut avoir une influence sur ce facteur.
Il est important de distinguer un « facteur de risque » d'un « marqueur de risque » : dans le premier cas, le « facteur », mis en évidence d'une manière ou d'une autre, est partiellement responsable du risque. Maîtriser ce facteur revient donc à diminuer significativement ce dernier. Dans le cas d'un marqueur de risque, il existe une simple corrélation entre le « marqueur » et le risque et diminuer artificiellement ce marqueur ne change en rien le risque final. Cette distinction est parfois subtile, puisque être du sexe masculin est un facteur de risque reconnu de l'infarctus du myocarde alors qu'il est difficilement envisageable de changer de sexe pour cette raison. 
L'identification du facteur de risque est souvent difficile à réaliser, puisqu'elle nécessite des études comparatives du risque selon la valeur du facteur étudié.
Le terme facteur de risque est attribué au Dr. William B. Kannel qui l'a utilisé en 1961 dans un article publié dans les Annals of Internal Medicine,.

### Localisation
Un facteur de risque peut être selon son origine :
- endogène : généré par l'organisation elle-même ou à l'intérieur du périmètre qu'elle contrôle (par exemple : un incendie prenant naissance dans les locaux de l'entreprise) ;
- exogène : généré à l'extérieur du périmètre de contrôle de l'entreprise (par exemple : une grève avec occupation dans un établissement voisin, bloquant l'accès de la zone industrielle où se trouve implantée l'entreprise).

### Nature du phénomène
Le facteur de risque peut être de différents types :
- Risque financier : provenant d'une variation brutale d'un paramètre économique touchant l'environnement de l'organisation ;
- Risque naturel, c'est-à-dire résultant des forces de la nature (tempête, séisme, sécheresse, inondation, ou maladie ;
- Risque opérationnel, c'est-à-dire ne résultant pas directement d'un acte humain, mais d'activités productives développées par lui, qui correspondent alors à des risques d'accident sur des installations techniques ;
- Risque systémique, c'est-à-dire dont le déclenchement est dû à l'interaction des différents composants des écosystèmes (par exemple : un krach boursier…).
- Facteur humain, c'est-à-dire dont le déclenchement est dû à l'action de l'homme (par exemple : un incendie dans un entrepôt à la suite d'un accident) ; le facteur humain peut être :
  - soit involontaire : il s'agit d'une erreur consécutive à la fatigue ou à un biais cognitif, d'une omission, ou d'un acte provoqué par autrui avec une intention malveillante (mauvaise transmission d'information…) ;
  - soit volontaire et conscient, de la part d'un homme ou d'un groupe humain, où l'on peut distinguer par exemple :
    - l'erreur humaine ;
    - une action en apparence légitime, qui modifie le système à l'avantage de la personne initiatrice, mais crée un danger collatéral ;
    - la malveillance.

## Quelques exemples de facteurs de risque

### En continuité du fonctionnement des entreprises
La norme ISO 22301 établit les principes de base de gestion du risque en entreprise, et en particulier de détermination des facteurs de risque.

### En finance
La volatilité de produits financiers est un facteur de risque pour des placements d'investisseurs patrimoniaux. Il en est de même de la dette publique des États.

### En droit
En droit, la rédaction d'un contrat ou d'un règlement peut être un facteur de risque, dans la mesure il serait mal rédigé et laisserait la place à des interprétations contradictoires.

### En écologie
La hausse des températures due au réchauffement climatique est considérée comme le principal facteur de risque pour l'agriculture du Sénégal.
Certaines installations industrielles sont facteurs de risque pour le voisinage ou l'environnement, elles sont alors considérées comme installations classées pour la protection de l'environnement.

### En médecine
L'hypertension artérielle est un facteur d'autres maladies cardiovasculaires.
Le tabagisme est un facteur de cancers, notamment du poumon, et de nombreuses autres maladies.

## Recherche des facteurs de risque
La recherche de facteurs de risque s'avère difficile car elle présente des complexités multiples :
- il existe pour chaque cas traité une infinité de facteurs de risque, et les chercher tous représente donc une tache de durée infinie ;
- la pertinence d'un risque est d'une part une question de sensibilité, d'appréciation individuelle et de croyance, et d'autre part polluée par de nombreux facteurs externes ;
- il existe parfois des interactions fortes et indissociables entre les facteurs de risque, dont la relation de cause à effet est souvent difficile d'appréhender.

### Choisir les risques à examiner
La première action dans la recherche de facteurs de risque consiste donc à choisir les risques que l'on va traiter. Ils seront généralement choisis :
- parce qu'ils concernent d'abord et directement l'objet des recherches ;
- parce qu'il est possible d'agir sur ces risques, et donc de justifier une action ;
- parce qu'ils sont crédibles et pertinents.

### Identifier les facteurs de risque des risques choisis
Une fois choisis les risques que l'on veut traiter, il devient plus facile d'en déterminer les facteurs : il faut rechercher les faits objectifs présents qui ont une influence positive ou négative sur la probabilité d'occurrence de l'événement désagréable.
Voici quelques points de vigilance :
- ne pas confondre corrélation statistique et causalité : ce n'est pas parce que la majorité des personnes meurent à l'hôpital que l'hôpital est la cause de leur décès ;
- éviter l'enchaînement dans les causalités : plus la chaîne est longue, plus le raisonnement risque d'avoir des défauts ;
- ne jamais confondre le présent et le futur : le présent est un univers de faits établis, alors que le futur est par définition inconnu, et même si des événements sont très probables, ils ne sont jamais sûrs.